# 카롤리네 폰 귄데로데

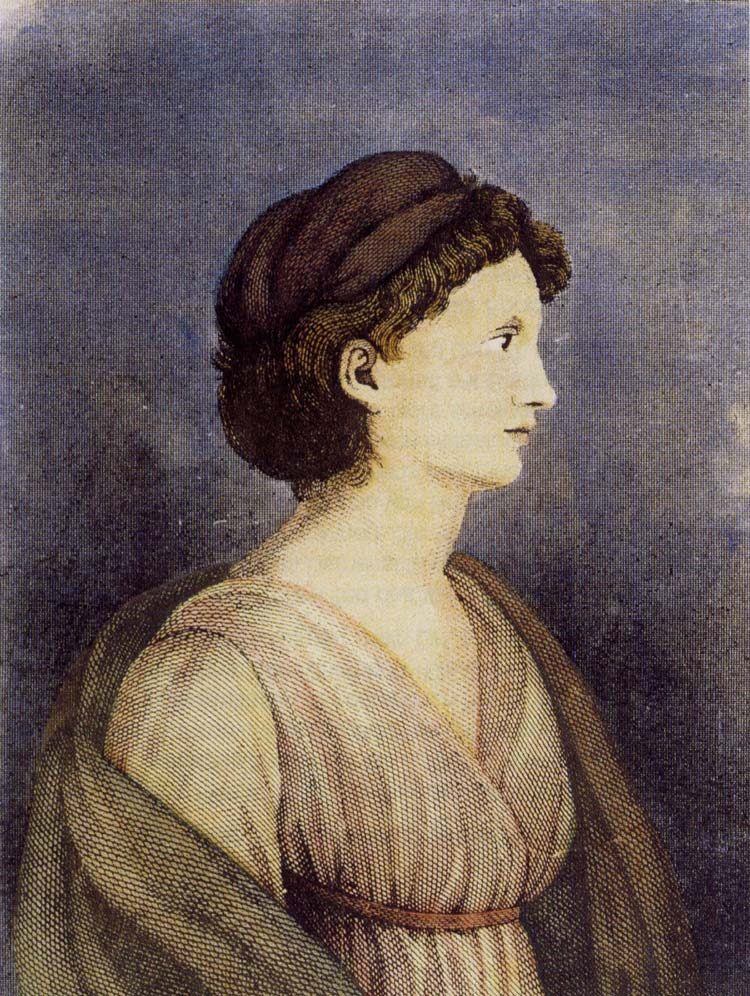

카롤리네 폰 귄데로데(Karoline von Günderrode, Karoline Friederike Louise Maximiliane von Günderrode, 1780년 2월 11일 – 1806년 7월 26일)는 독일의 낭만주의 시인이었다. 그녀는 티안(Tian)이라는 필명을 사용했다.

## 인생
권데로데의 부모는 서로 먼 친척이었다. 아버지는 법원에 고용된 변호사였다. 그는 카롤리네가 6세 때 사망하여 가족을 가난하게 만들었다. 권데로데의 어린 시절에 대해서는 알려진 바가 거의 없다. 그녀는 가정교사에게 배웠고 프랑스어와 문학에서 좋은 진전을 보였다. 권데로데가 17세였던 1797년에 그녀는 집을 떠나 미혼 또는 과부 여성을 지원하는 자선 단체인 프랑크푸르트암마인의 크론스테트(Cronstett) 및 하인스퍼직(Hynspergische) 복음주의 재단에서 제공하는 프랑크푸르트 거주지로 이사했다.
권데로데는 1804년 남성적인 이름인 "티안"(Tian)이라는 필명으로 첫 작품을 출판했다. 그녀의 첫 번째 컬렉션인 시와 환상(Gedichte und Phantasien)은 14편의 시, 일부 단편 소설 및 철학적 텍스트로 구성되었다.
1804년에 권데로데는 문헌학자이자 고고학자인 게오르그 프리드리히 크로이처(Georg Friedrich Creuzer)를 만났다. 그는 결혼했고 권데로데보다 10살 연상이었지만 두 사람은 관계를 발전시켰다. 크로이처는 권데로데에게 인도 철학과 문학을 소개했다.
크루저는 아내에게 이혼을 요구했고 그녀는 이에 동의했지만, 귄더로드와의 은밀한 관계로 우울증에 시달리고 공개적인 이혼 스캔들에 대한 불안감에 시달린 크루저는 결정을 미뤘다. 1806년 6월 크루저가 병에 걸리자 그는 친구 칼 더브(Carl Daub)를 보내 카롤리네에게 관계가 끝났다고 말했다. 크루저의 편지를 읽은 후 권데로데는 오에스트리히-빈켈(Oestrich-Winkel)의 라인 강둑에서 가슴을 찔러 자살했다. 그녀의 시신은 다음날 물에서 발견되었다.

## 작품
- Gedichte und Phantasien, 1804 (Poems and Fantasies) †
- Poetische Fragmente, 1805 (Poetic Fragments)
- Udohla, drama 1805
- Magie und Schicksal, drama 1805 (Magic and Fate)
- Geschichte eines Braminen, 1805 (Story of a Brahmin) †
- Nikator. Eine dramatische Skizze 1806 (Nikator. A dramatic sketch) †
- Der Jüngling der das Schönste sucht, 1806 (The Youth Who Sought the Greatest Beauty)
- Melete, 1806

†는 필명 티안(Tian)으로 출판된 작품을 의미.